# Paul Lawaczeck
Paul Lawaczeck (* 22. Dezember 1878 in Ottweiler; † 26. November 1942 in Rottenburg) war ein deutscher Apotheker, Amtsapotheker, Pharmazierat und Funktionär der NSDAP in Bad Camberg und im Landkreis Limburg-Weilburg.

## Ausbildung und Beruf
Paul Lawaczeck studierte Pharmazie und Nahrungsmittelchemie in Würzburg, Braunschweig und Berlin. In Tübingen wurde er mit der Arbeit Über Thiopyrrolidon. Inaugural-Dissertation zur Erlangung der Doktorwürde im Jahr 1907 zum Dr. rer. nat. promoviert. Zunächst war er als staatlich geprüfter  Nahrungsmittelchemiker im Untersuchungsamt des Landkreises Limburg tätig, von 1914 bis 1921 leitete er die Apotheke in Niederselters. Ab dem Jahr 1921 war er Apotheker in Bad Camberg. Nach der so genannten Machtübernahme wurde Paul Lawaczeck im Jahr 1934 zum Pharmazierat ernannt.

## Politische Tätigkeit
Im Jahr 1924 war Paul Lawaczeck zunächst Kreistagsabgeordneter für den Landkreis Limburg. Zum 1. Mai 1929 trat er der NSDAP bei (Mitgliedsnummer 128.880) und war für sie Abgeordneter des Provinziallandtages. Ab dem Jahr 1934 war er Kreisdeputierter und von 1929 bis 1933 Kreisleiter der NSDAP in Limburg. Gemeinsam mit seinem Bruder, dem späteren Bürgermeister von Bad Camberg, Ernst Lawaczeck, warb Paul Lawaczeck für die NSDAP im Landkreis Limburg und war maßgeblich an deren Etablierung beteiligt. Im Jahr 1936 wurde Paul Lawaczeck stellvertretender Landrat des Landkreises Limburg.